# Izumi Yukimura
Izumi Yukimura (雪村 いづみ, Yukimura Izumi) (Ōokayama, 20 de març de 1937) és una popular cantant i actriu japonesa.
Na Izumi va fer el seu debut amb la cançó Omoide no Warutsu (想い出のワルツ, Till I Waltz Again with You) el 1953. El seu estil de cantar variava del jazz al rock and roll. Esdevingué una de les tres cantants femenines més populars a la postguerra japonesa, juntament amb Chiemi Eri i Hibari Misora.
En el seu àlbum de 1974 Super Generation, va cantar cançons de Ryoichi Hattori juntament amb quatre músics populars: Masataka Matsutoya, Shigeru Suzuki, Tatsuo Hayashi i Haruomi Hosono.
Na Eri, qui va morir el 1982, i na Misora, qui va morir el 1989, també va enregistrar cançons amb na Izumi Yukimura com a grup en el 1950, però aquells enregistraments no es van publicar durant gairebé 50 anys perquè pertanyien a diferents editores. El 2004 un àlbum incloent aquelles cançons va ser finalment llançat per primer cop.

## Filmografia
- Alice en Wonderland (1951) (cançó principal del llançament japonès de la pel·lícula de Disney)
- Tan Jove, Tan Brillant (ジャンケン娘 Janken musume) (1955)
- Romantic Daughters (ロマンス娘, Romansu musume) (ロマンス娘, , Romansu musume?) (,) (1956)
- Arashi (1956)
- The Badger Palace (大当り狸御殿, Ōatari tanuki goten) (大当り狸御殿, , Ōatari tanuki goten?) , també coneguda com La Princesa de Palau de Teixó (1958)
- A Holiday in Tokyo (東京の休日, Tōkyō no kyūjitsu) (東京の休日, , Tōkyō no kyūjitsu?) (,) (1958)
- Hanayome-san wa sekai-ichi (1959)
- La Granota riallera  (2002)